# Корона де Логу
Корона де Логу (на сардински: Corona de Logu) в епохата на сардинските юдикати обединява правомощията на Съда, на Съвета на мъдрeците (magiorendes или majorales – представители на административните области, наречени куратории, curadorias) и на висшите прелати (pìscamos), назначавани от съдията-суверен (judiche), която им дава най-висшата власт, като същевременно запазва властта да ратифицира актовете и споразуменията, които засягат цялата територия (su Logu). Следователно институцията притежава законодателната власт и е депозитар на суверенитета.
Юдикатите (на сардински: judicadus, logus или rennus, на латински: judicati, на италиански: regni или giudicati sardi) са независими държави, които държат властта в Сардиния през Средновековието, между 9 и 15 век. Те са суверенни държави със summa potestas (най-висша власт), всяка с владетел, наречен „съдия“, който има правомощията на крал.

## Корона де Логу като политическо тяло
Върховният магистрат на Корона де Логу е самият съдия-суверен, който понякога може да бъде заменен от curadore (ръководител на куратория) или от majore (съветник, председателстващ le ville). Асамблеите се свикват в „столицата“ (където във всеки случай пребивава съдията) или в селищата, където има сериозни проблеми, характеризиращи се като „странстващ съд“. Това се случва през 1146 г. в църквата „Санта Мария“ в Бонаркадо, където се срещат четиримата сардински съдии: Баризон I Арборейски, Константин II Салузий III от Каляри, Константин III де Лакон-Гунале от Галура и Гонарий II от Торес), заедно с архиепископите и мъдреците.
Като политически орган Корона де Логу има за задача да назначава съдията и да контролира работата му. По време на su collectu (колегията) в столицата се събират по един представител на всяка куратория, най-авторитетните членове на църковната йерархия, кастеланите, двама представители на столицата, избрани от jurados, делегирани от Coronas de Curadoria (преди това се е събирала в основната районна vila); след това judex sive rex (от латински: „съдия или крал“) е инвестиран със смесена избирателно-наследствена система, следваща мъжката права линия и, само алтернативно, женската (носителка на титлата).
Съдията-суверен управлява въз основа на договор с народа (bannus consensus) и при нарушението му може да бъде лишен от власт и също така, в случаи на сериозни актове на тирания и потисничество, да бъде законно екзекутиран от самия народ, без това да засяга наследственото предаване на титлата в рамките на управляващата династия: исторически е потвърдено, че това се случва в Юдикат Арбореа и в Юдикат Торес.
Наследството на кралството е отделено от личното наследство на съдията, който ръководи управлението, подпомаган от канцлер (обикновено прелат) и от majores (градски съветници).

## Корона де Логу като орган на правосъдието
Администрирането на правосъдието е делегирано на majores de bidda (селище), de iscòlca (еквивалентът в средновековна Сардиния на сегашните barracelli, използвани за наблюдение на селските райони), de armentos (за контрол на животновъдството): всичко, въпреки това принадлежи на Корона де Логу и на съдията, който следва правните правила, установени от Харите на Логу, от които най-известният и най-пълна е тази на Юдикат Арбореа, издадена от Мариан IV и актуализирана от децата му Уго III и Елеонора. Короната де Логу на Арбореа е най-висшият колегиален политически орган и се събира в Ористано в църквата „Сан Франческо“.